# Zumbusch (Adelsgeschlecht)

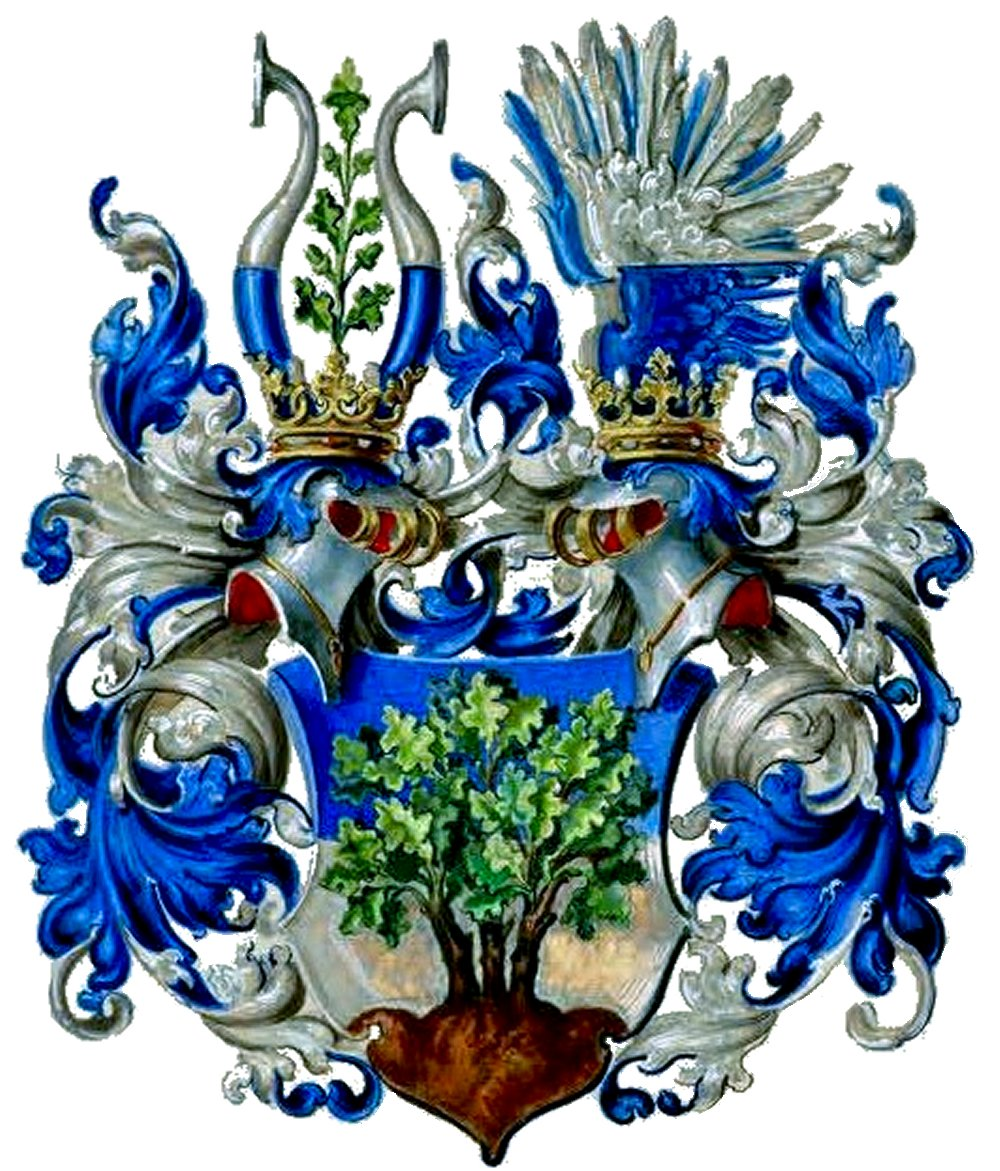
Wappen derer von Zumbusch (1888)

Zumbusch ist der Name eines bayerischen Adelsgeschlechts, dessen direkte Stammreihe mit Gerhard Anton Zumbusch (um 1651–1714) beginnt, in den Jahren 1673 bis 1682 als von Ascheberg’scher Rentmeister zu Ichterloh bei Herbern (Westfalen) urkundlich genannt.

## Adelserhebungen
- Österreichischer Ritterstand am 15. Februar 1888 in Wien für den Bildhauer Caspar Zumbusch, Professor an der k.k. Akademie der bildenden Künste Wien nach Verleihung des Eisernen Kronenordens 3. Klasse.
- Immatrikulation im Königreich Bayern bei der Ritterklasse am 17. Februar 1905 für Caspars Sohn Ludwig Ritter von Zumbusch, Kunstmaler und Professor in München.
- Immatrikulation im Königreich Bayern bei der Ritterklasse am 25. Mai 1914 für Caspars Sohn Leo Ritter von Zumbusch, später ordentlicher Professor für Dermatologie an der Ludwig-Maximilians-Universität München und Geheimer Medizinalrat.

## Wappen (1888)
In von Blau und Silber geteiltem Schild ein rot-brauner Dreiberg, dessen Mitte von einem dreistämmigen natürlichen Eichenbusch überwachsen ist. Zwei Helme mit blau-silbernen Decken; auf dem rechten ein aus vier paarweise gestellten natürlichen Eicheln zwischen fünf grünen Blättern bestehender Eichenzweig zwischen zwei von Silber und Blau geteilten Büffelhörnern, auf dem linken ein geschlossener, von Silber und Blau übereck geteilter Flug.

## Namensträger
- Caspar von Zumbusch (1830–1915), deutscher Bildhauer
- Julius Zumbusch (1832–1908), deutscher Bildhauer.
- Leo von Zumbusch (1874–1940), deutscher Dermatologe
- Ludwig von Zumbusch (1861–1927), deutscher Maler